# 尚武種族
尚武種族（Martial Race），是英屬印度時期的印度種族概念。英國人把印度族群分為两類：“尚武”和“非尚武”。前者勇敢好戰，後者因定居農業生活不適合戰鬥。這種觀念在印度文化中早有先例，四個瓦爾那之一的「刹帝利」在字面上解作「戰士」。

## 標準
英國在印度一些地區面臨激烈的抵抗，同時輕鬆地征服一些人。英國官員試圖把印度民族分类，因此出现此理论。
一般來説印度西部、印度北部与印度西北部的贾特人、錫克人、拉其普特人、多格拉人、旁遮普人、信德族、俾路支人、普什图族、馬拉地人、廓爾喀也符合這標凖，因此多被徵入不列颠印度軍隊，英國人在世界大戰時也有印度軍團，印度獨立後放弃了這二分法。

## 外部連結
- "Wakamba Warriors Are Soldiers of the Queen": The Evolution of the Kamba as a Martial Race, 1890–1970 by Timothy H. Parsons （页面存档备份，存于） Martial race in the African scenario.